# 문상길
문상길(文相吉; 1926년 10월 14일(음력 9월 8일)~1948년 9월 23일)은 제주 4·3 사건 당시 남조선국방경비대의 제9연대 중위로 연대장 박진경 대령을 암살하였다. 군사법정은 그가 남로당 당원으로서 일등중사 신상우, 하사 손선호, 하사 배경용과 함께 박진경 암살 사건을 주도하였다고 판단하고 사형을 선고하였다. 1948년 9월 23일 총살이 집행되었다.

## 배경

### 개인사
문상길의 고향은 정확히 알려져 있지 않아 충청남도, 경상북도 등등 분분하지만, 그를 심도있게 취재한 KBS제주방송총국에 따르면 경상북도 안동군 임동면 마령리 이식골이 고향으로 임하댐이 지어지면서 수몰지역이 되었다고 한다.
문상길은 육군사관학교의 전신인 남조선국방경비학교 3기 출신으로 1948년 4월 당시 9연대 모병 담당관 겸 중대장이었다. 당시 문상길의 배속 소대장 중에는 채명신이 있었다.

### 제9연대

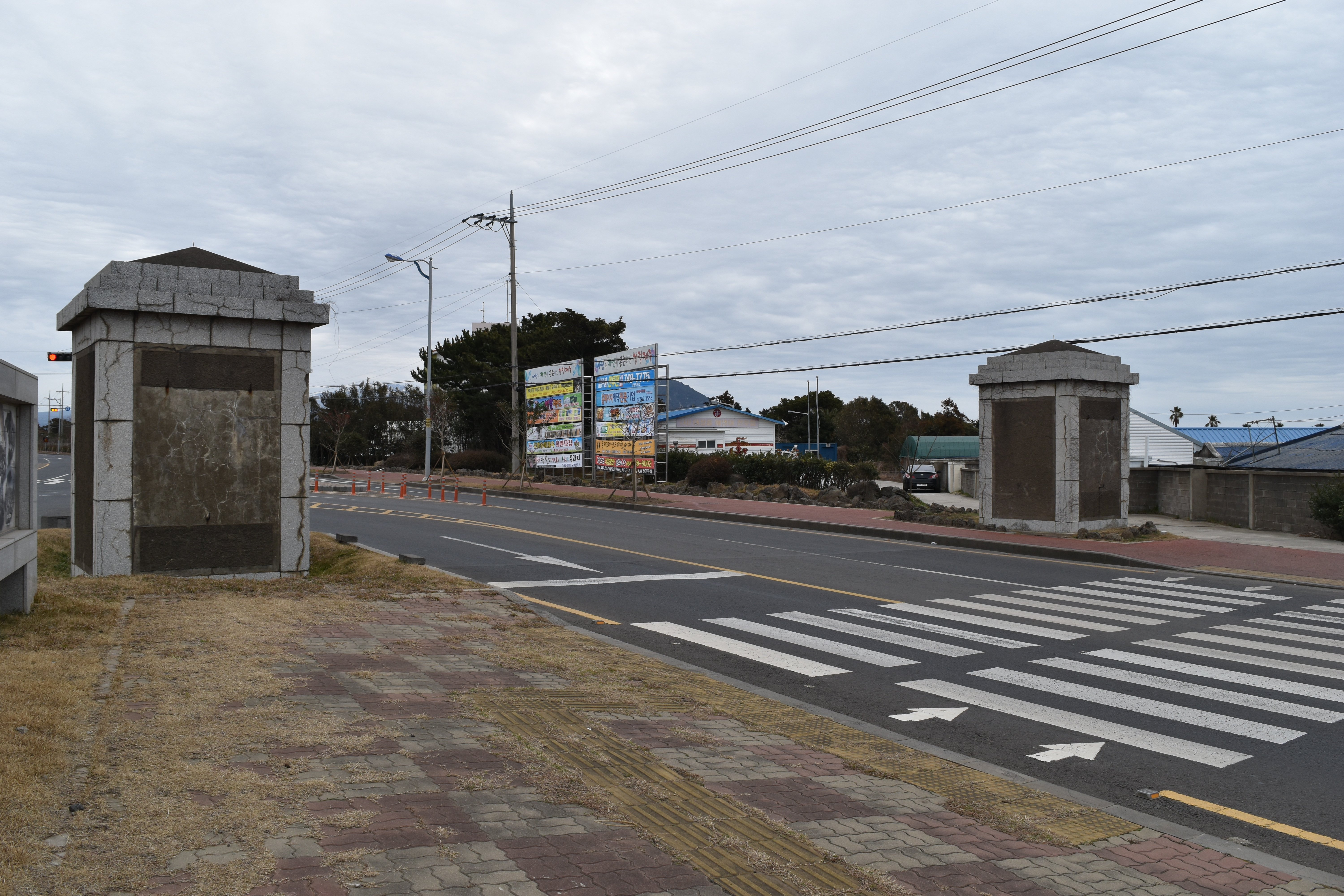
대정읍의 옛 육군 제1훈련소 정문

일본 제국이 태평양 전쟁에서 패퇴하고 한국이 해방을 맞은 뒤 한반도에는 수 많은 자경 단체와 준군사 조직이 자주 국방을 표방하며 설립되었다. 미군정은 이러한 상황이 군정의 통치에 위험 요소가 될 것이라 판단하고 각 도에 1개 연대가 주둔하는 형태로 남조선국방경비대를 재편하였다. 당시 남조선국방경비대는 모병제를 기반으로 지원자를 받아 병력을 충원하였다.
제주도의 국방경비대 제9연대는 1946년 11월 향토연대로 대정읍 모슬포에서 창설되었다. 일제시기 군사 거점이었던 이곳은 일제가 두고간 총기와 막사가 그대로 남아 있었기 때문이다. 1948년 4월 당시 9연대의 병력은 500명 가량이었고 4·3 사건이 발생하자 정치적 중립을 표방하였다.
초대 연대장이었던 김익렬은 5·10 총선거를 통한 단독 정부 수립 반대를 주장하는 남로당 무장대의 김달삼과 협상을 벌여 상호간의 무장 충돌로 인한 민간인 희생을 최소화 하기로 합의하였다. 그러나 경무부장 조병옥이 강경한 진압을 주장하면서 김익렬은 해임되었고 후임으로 강경 진압을 찬성하는 박진경이 취임하였다.
국방경비대 제11연대가 제주도로 배치되면서 9연대는 11연대로 통합되었다.

### 진압

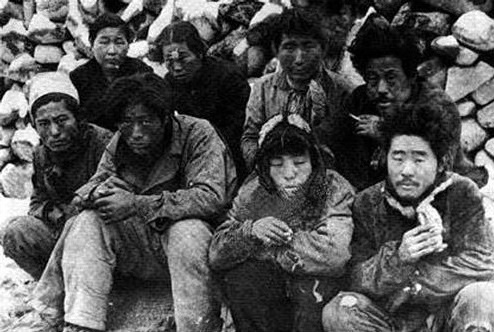
1948년 5월 체포된 주민들

1948년 4월 28일 김익렬과 김달삼이 평화 협정에 합의한 지 3일만인 5월 1일 오라리 방화 사건이 발생하였다. 오늘날 제주시 오라동 연미마을에서 일어난 이 방화 사건은 대동청년단, 서북청년단 등 우익 집단이 민가에 불을 질러 일어난 것이지만, 사건 현장에 도착한 경찰은 이를 남로당 무장대의 소행으로 보고 오히려 주민들에게 총격을 가하였다. 미군정 측과 무장대 측이 상대방에게 사건의 책임을 물으면서 평화 협정은 파탄이 나게 되었고 김익렬이 연대장에서 해임되는 구실이 되었다.
미군정은 되도록 빠르게 사태를 진압하고자 하였다. 유해진 도지사를 경질하고 평화 협상을 주도한 김익렬 연대장도 해임하였다. 김익렬은 제주 4·3 사건의 원인으로 일제 시기부터 지역 주민을 탄압하던 경찰의 잔존과 무리한 진압, 우익 단체의 무질서 등을 원인으로 보고하였으나, 이후 제주 사령관에 취임한 미군 브라운 대령은 "사건의 원인 관심이 없고 내 관심은 오직 진압"이라는 입장을 보였다.
5월 6일 김익렬의 후임으로 연대장이 된 박진경은 취임식에서 "폭동을 모두 진압하기 위해서는 제주도민 30만을 희생시켜도 무방하다"고 발언하고 강경 진압을 예고 하였다. 이후 본격적인 진압이 시작되면서 '양민과 폭도의 구별이 곤란하다'는 이유로 6월 12일까지 6천명 이상의 주민을 체포하였다. 체포된 주민은 어린이, 여성, 노인을 가리지 않았다. 제주사령관 브라운 대령은 "제주의 서쪽 끝에서 동쪽 끝까지 모조리 휩쓸어서라도" 진압하겠다고 기자들에게 공표하였다.
강경 진압이 계속되자 모병제를 통해 입대한 제주 출신의 군인들은 동족을 살해한다는 자책감 때문에 괴로워했다.

## 박진경 암살 사건

### 암살
박진경의 취임 연설과 그에 따른 진압 작전에서 많은 수의 제주도민이 무고하게 체포되거나 죽임을 당하자 문상길은 기독교 신앙에 따른 양심의 가책을 느낀 것으로 보인다. 한편, 사건 후 조사 기록에서는 다른 가담자들과 함께 남로당과 관련이 있었다는 기록이 있고, 당시 제주도 여성동맹위원회 위원장의 딸과 연애 중이었다. 그가 얼마나 이념에 철저하였는지는 알 수 없지만, 해방정국의 혼란한 이념적 상황에서 남로당과 관계가 있었다는 것은 분명해 보인다.
1948년 6월 18일 박진경은 통합된 11연대의 연대장으로서 대령으로 승진하여 피로연을 열었다. 당시 11연대는 9연대 시기부터 사용하던 제주농업고등학교(현 제주고등학교)의 옛터인 제주시 삼도동 전농로에 자리잡고 있었다. 박진경은 이곳 숙소에서 암살 당하였다.
박진경이 암살된 후 범인을 찾지 못하고 수사가 미궁에 빠졌을 때, '제 3중대장 문상길 중위와 연대 정보과 선임하사를 잡아보면 사건 전모를 밝힐 수 있을 것'이라는 투서가 들어왔다. 이 투서를 근거로 조사를 진행한 결과 관련자들은 모두 자백하였다.
암살 사건의 용의자로 체포된 사람은 모두 8명으로 문상길 중위를 비롯해 강승규 일등중사, 황주복 하사, 김정도 하사, 손선호 하사, 배경용 하사, 양회천 이등상사, 신상우 일등중사 등이다. 암살의 지시를 내린 것은 문상길 중위이고 직접 숙소로 들어가 발포한 사람은 손선호 하사였다. 암살에 연루된 군인은 모두 9명이었는데 그 가운데 체포되지 않은 한 명은 탈영하여 무장대로 들어간 것으로 전해진다.
이들은 체포된 후 모진 고문을 받았으며 사건 경위를 자백하였다.

### 재판
관련자의 자백이 있은 후 문상길 등은 1948년 7월 12일 서울로 압송되어 법정에 섰다. 문상길은 법정에서 "김달삼의 지시로 박진경을 암살하였다"고 자백한 것은 고문에 의한 것으로 사실이 아니며, 자신은 김익렬의 평화로운 사태 해결을 지지하고 있었는데 새롭게 부임한 박진경이 무고한 주민을 탄압하며 30만 제주도민 모두를 죽여서라도 진압하겠다고 하는 발언에 암살을 결심하였다고 진술하였다.
법정에서 문상길 등은 박진경이 옛 일본군 출신으로 제주도에서 소대장으로 근무하며 독립운동가를 탄압하는 데 앞장선 민족반역자였다는 점을 들어 자신들의 행동을 정당화하였고 무자비한 주민 탄압으로 사태를 오히려 악화시켜 오히려 국방경비대의 위신을 저해하였다고 주장하였다. 특히 사태 악화의 원인이 된 오라리 방화 사건의 진실이 우익등이 방화를 저지르고 사격 연습을 구실 삼아 가축을 마구 죽인 것임을 잘 알고 있음에도 이를 무장대의 책임으로 돌리고 은폐한 결과 지금과 같은 소요 사태 확산이 일어났다는 것을 암살의 주요 동기로 진술하였다.
법정은 문상길, 신상우, 손선호, 배경용 4명에게 사형을 선고하였다. 문상길은 최후 진술에서 "이 법정은 미군정의 법정이며 미 군정장관인 딘 장군의 총애를 받던 박진경 대령의 살해범을 재판하는 인간들로 구성된 법정"이라며 법정의 권위를 인정하지 않으면서도 모두 죽을 각오를 한 것이기에 죽음을 피하지 않겠다고 하였고 "이 인간의 법정은 공평하지 못해도 하느님의 법정은 절대적으로 공평하다. 그러니 재판장은 장차 하느님의 법정에서 다시 재판하여 주기를 부탁한다"고 하였다.

### 사형
1948년 9월 23일 오후 2시 경기도 수색 기지에서 총살형이 집행되었다. 김익렬은 이들이 "하느님께서 우리의 영혼을 받아들이시고 우리들이 뿌리는 피와 정신은 조국 대한민국의 독립을 위하여 밑거름이 되게 하소서"라고 기도하였다고 회고하였다.
문상길은 총살 직전 "스물세살을 최후로 문상길은 갑니다. 여러분은 조선의 군대입니다. 마지막 바라건대 ×××의 ××아래 ×××의 ××아래 ××를 하는 조선군대가 되지 말기를 바라며 갑니다"라는 유언을 남겼다. 직접 박진경을 쏜 손선호는 마지막으로 군가를 불렀다고 한다. "양양한 앞길을 바라볼 때에, 혈관에 파도치는 애국의 깃발, 넓고 넓은 사나이 마음, 생사도 다 버리고 공명도 없다……"
문상길의 총살 집행은 미군정법원에 의해 선고되었으나 대한민국 정부 수립 후 첫 사형 집행이다.

## 여파
박진경은 대한민국 육군장 1호로 장례가 치러졌다. 한국전쟁이 한창이던 1952년 제주 충혼묘지 구역에 추도비가 세워졌다. 1990년에는 박진경의 고향인 남해군에도 기념비가 설립되었고 대한민국 국군의 창군 영웅으로 칭송받았다. 그러나 박진경은 일본군 전력과 재빠른 출세 지향 주의, 무고한 주민에 대한 탄압에 대한 비판을 받고 있다.
사건 당시 문상길 등은 상관을 살해한 범인으로서 취급되었으나 이들의 최후 진술은 언론에 상세히 보도되었다. 재판 중 진술한 고문에 대해서는 변호인이 고문에 의한 자백은 증거 능력이 없다고 강하게 항의하였고, 총살 집행에 대해서는 인권옹호연맹이 반대하였으며, 반민족주의자의 무고한 주민 탄압에 대한 항의라는 점을 들어 감형을 요구하였다.
21세기에 들어 문상길은 강경 진압에 따른 주민 학살을 반대한 사람이라는 긍정적 재평가가 이루어졌다. 최근 들어 개신교에서도 문상길이 기독교인으로서 신앙에 따른 양심을 암살의 동기로 들었다는 점을 주목하고 있다.